# Hirschbach (Schleusingen)

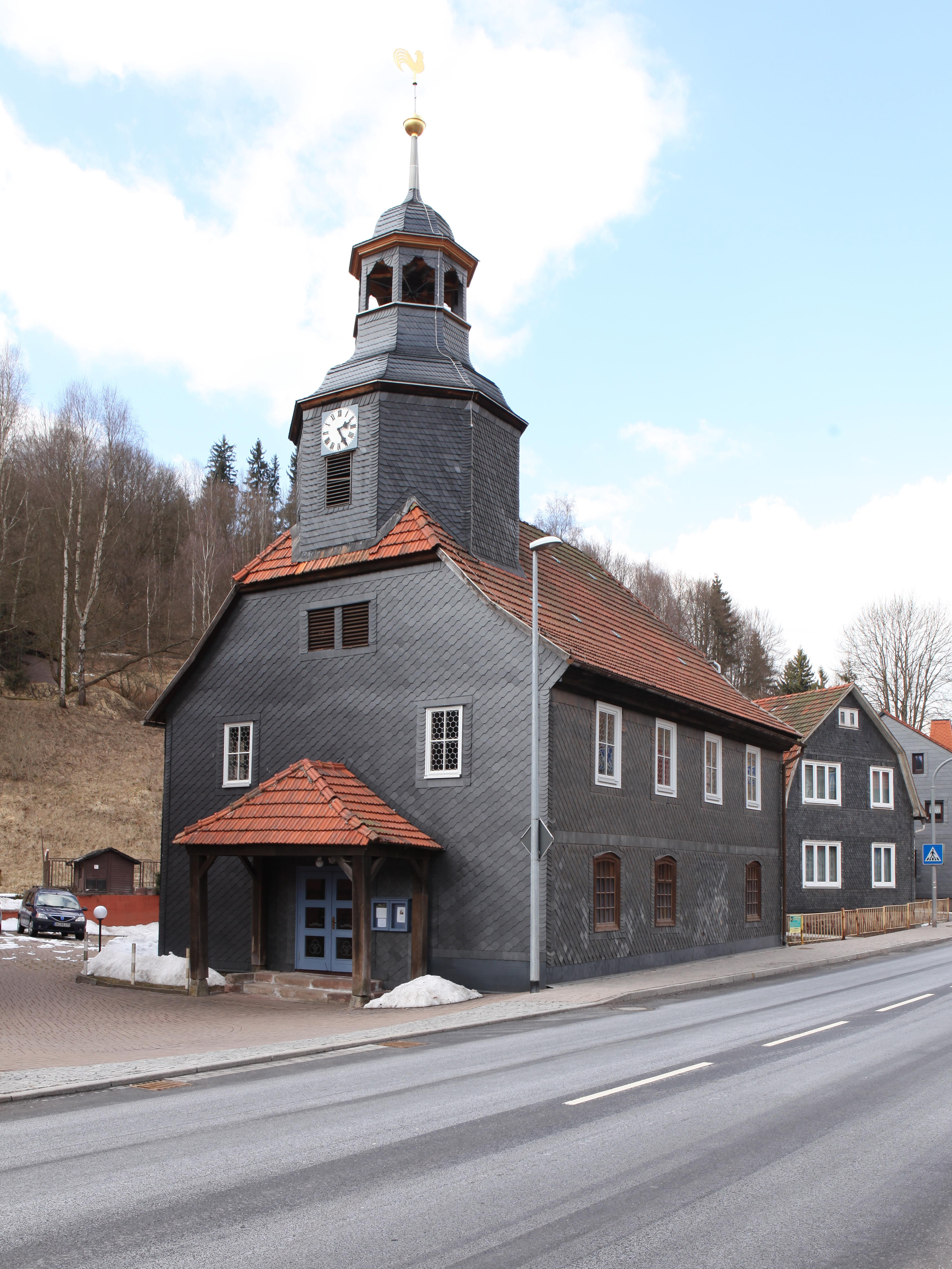
Evangelische Kirche

Hirschbach ist ein Ortsteil von Schleusingen im Landkreis Hildburghausen in Thüringen.

## Geografie
Hirschbach liegt in Talkessellage am Fuß des Friedbergs im Tal der Erle am Südhang des Thüringer Waldes. Nordöstlich des Ortes beginnt das Biosphärenreservat Vessertal.

## Geschichte
Der Ort wurde 1542 erstmals urkundlich erwähnt und gehörte zum Amt Schleusingen der Grafschaft Henneberg. Der Ort geht auf die mit der umliegenden Eisenerzgewinnung verbundene Ansiedlung von Hämmern und Mühlen am gleichnamigen Bach ab dem frühen 16. Jahrhundert zurück. 1631 gab es 22 Häuser mit 28 Familien.
Ohne Wissen des für Hirschbach zuständigen Pfarrers Weber aus St. Kilian errichteten die Hirschbacher unter Leitung des Schultheißen Johann Reif und des Zwölfers Egydius Schlott 1764/65 eine eigene kleine Kirche im Ort. Als Grund wurde angegeben, dass die Betstunden bislang im Wirtshaus von Hirschbach abgehalten und durch zahlreiche Reisenden oft gestört wurden. Das Oberkonsistorium Dresden erteilte am 23. März 1767 nachträglich die Konzession für diesen Kirchenbau.
Um 1850 waren es über 200 Einwohner, zu jener Zeit bestanden vier Eisenhämmer, nämlich oberer und unterer Eisenhammer sowie oberer und unterer Drahthammer. 1911 wurde Hirschbach Haltepunkt der Friedbergbahn.
Während des Zweiten Weltkrieges mussten in Hirschbach 27 Personen vorwiegend aus Polen in der Landwirtschaft Zwangsarbeit leisten.
Der Ort zählte nach 1815 zum preußischen Kreis Schleusingen, nach 1945 zum Kreis Suhl und ab 1994 zum Landkreis Hildburghausen. Am 3. Oktober 1991 kam Hirschbach durch den Zusammenschluss mit einigen umliegenden Gemeinden zur neuen Gemeinde St. Kilian. Diese wurde am 6. Juli 2018 nach Schleusingen eingemeindet.
Unter anderem wurde das Rennsteiglied am 15. April 1951 im Gemeindesaal (heute: „Hotel und Gasthof Zum goldenen Hirsch“) von Herbert Roth und Waltraut Schulz erstmals öffentlich gesungen.

## Verkehr
Durch Hirschbach führt die Landesstraße 3247 nach Schleusingen und Suhl sowie die L 2634 nach Altendambach und Bischofrod.
Hirschbach ist in das Netz des WerraBus, einer Marke der RBA Regionalbus Arnstadt GmbH, integriert. Regelmäßige Verbindungen bestehen auf folgenden Linien:
- 200 Suhl–Hirschbach–Erlau–Schleusingen–Gottfriedsberg–Hildburghausen (stündlich, am Wochenende zweistündlich) → in Suhl Anschluss an den Regionalexpress von/nach Erfurt
- 201 Suhl–Altendambach–Hirschbach–Erlau–Breitenbach–Schleusingen (dreistündlich, kein Wochenendverkehr)
- 203 Suhl–Hirschbach–Erlau–Schleusingen–Ratscher–Waldau–Schönbrunn–Masserberg (zweistündlich, Mo–Fr)

Die Friedbergbahn ist seit 1997 stillgelegt, jedoch planen die Dampfbahnfreunde Mittlerer Rennsteig e. V. sie im Museumsverkehr zu befahren.